# Voleibol platja als Jocs Olímpics d'estiu de 2012
Als Jocs Olímpics d'Estiu de 2012, realitzats a la ciutat de Londres (Anglaterra, Regne Unit), es disputaren dues proves de voleibol platja, les mateixes que en l'edició anterior, una de masculina i una altra de femenina.
Les proves es realitzaren entre els dies 28 de juliol i 9 d'agost a les instal·lacions de Horse Guards Parade.

## Classificació
Hi van prendre part 32 parelles (16 masculines i 16 femenines) de 14 federacions nacionals afiliades a la Federació Internacional de Voleibol (FIVB).
| CON             | Masculí | Femení | Total |
| --------------- | ------- | ------ | ----- |
| Alemanya        | 4       | 4      | 8     |
| Austràlia       | 2       | –      | 2     |
| Àustria         | 2       | –      | 2     |
| Brasil          | 4       | 4      | 8     |
| R.P. de la Xina | 2       | 2      | 4     |
| Espanya         | 2       | 2      | 4     |
| Estats Units    | 4       | 4      | 8     |
| Grècia          | 2       | –      | 2     |
| Itàlia          | 2       | 2      | 4     |
| Letònia         | –       | 4      | 4     |
| Països Baixos   | 2       | 2      | 4     |
| Polònia         | –       | 2      | 2     |
| Txèquia         | 4       | 2      | 6     |
| Suïssa          | 2       | 4      | 6     |
| Total: 14 CON   | 32      | 32     | 64    |

## Calendari
|  | Competició | ● | Finals |

| juliol/agost de 2012 | juliol/agost de 2012 | 27 | 28 | 29 | 30 | 31 | 1 | 2 | 3 | 4 | 5 | 6 | 7 | 8 | 9 | 10 | 11 | 12 |
| -------------------- | -------------------- | -- | -- | -- | -- | -- | - | - | - | - | - | - | - | - | - | -- | -- | -- |
| Categoria masculina  | Categoria masculina  |    |    |    |    |    |   |   |   |   |   |   |   |   | ● |    |    |    |
| Categoria femenina   | Categoria femenina   |    |    |    |    |    |   |   |   |   |   |   |   | ● |   |    |    |    |

## Resultats
| Prova         | Or                                                   | Plata                                   | Bronze                                    |
| Homes detalls | AlemanyaJulius Brink · Jonas Reckermann              | BrasilAlison Cerutti · Emanuel Rego     | LetòniaMārtiņš Pļaviņš · Jānis Šmēdiņš    |
| Dones detalls | Estats UnitsMisty May-Treanor · Kerri Walsh Jennings | Estats UnitsJennifer Kessy · April Ross | BrasilJuliana Felisberta · Larissa França |

## Medaller
| Posició | País         | Or | Plata | Bronze | Total |
| 1       | Estats Units | 1  | 1     | 0      | 2     |
| 2       | Alemanya     | 1  | 0     | 0      | 1     |
| 3       | Brasil       | 0  | 1     | 1      | 2     |
| 4       | Letònia      | 0  | 0     | 1      | 1     |
| Total   | Total        | 2  | 2     | 2      | 6     |